# 桃花過渡
《桃花過渡》（英語：Peach Blossom Takes the Ferry），又稱《桃花搭渡》，是潮劇《蘇六娘》、南管戲、車鼓戲與三腳採茶戲的知名戲齣之一。

## 起源
有觀點認為《桃花過渡》源於潮劇《蘇六娘》。亦有不同意見認為在明代潮劇《蘇六娘》刊本中桃花過渡的情節尚未存在，《桃花過渡》可能是由民間《少女過渡》的小戲融合《蘇六娘》情節而形成的。

## 內容
《桃花過渡》這齣戲講述桃花姑娘乘坐渡船過河途中對歌智鬥撐渡阿伯的故事。該戲齣通常由一旦（“桃花姑娘”）一丑（“撐渡阿伯”），以相褒對唱歌謠和簡單舞蹈演出，並在歌唱間加入笑料對話。在農業社會時期，該戲齣不但是迎神賽會中十分受歡迎的陣頭之一，也是日常生活中廣受大眾喜愛的歌舞小戲之一。
在大部分戲劇中，該齣戲包含一段以陰曆十二月份分段的歌詞，雙方輪流描述陰曆月份的風物，渡伯不斷想在言語上占桃花便宜，桃花則不斷反擊。在潮劇中，通常只唱到五月為止。這段戲最初源於民間小調《燈籠歌》:627（也稱《燈紅歌》:486），後來也被廣泛被應用在當代作品中，包括劉福助、江蕙等歌手翻唱，以及聲音藝術工作者恆春兮於其作品中大量穿插《桃花過渡》作為背景音樂。
在潮劇中，《燈籠歌》唱完後，桃花和渡伯還會鬥唱《蚯蚓歌》。渡伯從蚯蚓開始，此後根據桃花的回答不斷舉出不同物體，並要求桃花解釋為何該物可以或不可以鳴叫、發聲，最後以渡伯不慎說出銅鑼是鐵做的而落敗。
泉州亦有名為《桃花過渡》的民歌，講述蘇六娘故事和四季風物，和《燈籠歌》及《蚯蚓歌》內容並無關聯:485。

## 衍生文化
閩台小戲桃花過渡節奏慢條斯理，因此有俗語稱「食飯，武松拍虎；提錢，三戰呂布；做工課，桃花過渡」、「食若武松打虎，做若桃花過渡」或者「做工桃花過渡，吃飯三戰呂布」，諷刺人好吃懶做。

## 外部鏈結
- 東京愛樂樂團錄音室版本 （页面存档备份，存于）
- 盧易之鋼琴演奏版本 （页面存档备份，存于）
- 桃花過渡其一- 臺灣音聲一百年 （页面存档备份，存于）
- 小調（平板）桃花過渡-客家雲Hakka Cloud - 客家委員會 （页面存档备份，存于）
- 樂曲介紹-桃花過渡@ 臺灣長雲樂集/臺南市總爺藝文中心 ... - Xuite日誌 （页面存档备份，存于）